# عين الحجر (المغرب)
عين الحجر هي جماعة قروية مغربية تقع ضمن إقليم تاوريرت، بجهة الشرق، وحسب إحصاء 2014 فإن عدد سكانها يبلغ 8 272 نسمة.